# Platyneuron laticostatum
Platyneuron laticostatum là một loài Rêu trong họ Dicranaceae. Loài này được (Cardot) Broth. miêu tả khoa học đầu tiên năm 1924.